# Mienia (przystanek kolejowy)
Mienia – przystanek kolejowy w Mieni, w gminie Cegłów, w powiecie mińskim, w województwie mazowieckim, na linii kolejowej nr 2.

## Ruch pasażerski[1]
| Rok  | Wymiana pasażerska na dobę |
| ---- | -------------------------- |
| 2017 | 100-149                    |
| 2018 | 100-149                    |
| 2019 | 150-199                    |
| 2020 | 100-149                    |
| 2021 | 100-149                    |
| 2022 | 150-199                    |
| 2023 | 150-199                    |

Na zachodnim krańcu przystanku znajduje się Mienia PBSZ (posterunek bocznicowy szlakowy), dla 23 Bazy Lotniczej.

## Połączenia bezpośrednie
Na przystanku zatrzymują się wyłącznie pociągi osobowe.
- Warszawa Zachodnia (oraz pewne połączenia przez Warszawę Zach.),
- Mrozy,
- Siedlce przez Mrozy,
- Łuków przez Siedlce